# Fort Apollonia
Fort Apollonia är ett fort på en udde vid staden Beyin i Jomorodistriktet i västra regionen i Ghana. Udden fick namnet Apollonia av en portugisisk kapten som siktade den på helgonet Apollonias dag.
Sverige anlade en handelsstation i Apollonia på den svenska guldkusten år 1655, som dock lades ned två år senare. Den följdes 1691 av en brittisk handelsstation, som 1768 byggdes ut till ett fort (slavfort).
Efter det brittiska förbudet mot  slavhandel övergavs fortet under en period i början av 1800-talet och 1868 övertogs det av nederländarna. Fyra år senare, i april 1872, övertogs Fort Apollonia och hela den Nederländska Guldkusten av britterna. Fortet besköts 1873 av en brittisk kanonbåt och förstördes.
Fort Appolonia har renoverats med stöd från Italien och år 2010 invigdes ett historiskt museum tillägnat Ghanas första president, Kwame Nkrumah i byggnaderna.
År 1979 utsågs Fort Apollonia tillsammans med tre befästningar och ett tiotal andra fort längs Ghanas kust till världsarv av Unesco.